# Nowozwaniwka
Nowozwaniwka (ukr. Новозванівка) – wieś na Ukrainie, w obwodzie ługańskim, w rejonie siewierodonieckim. W 2001 liczyła 168 mieszkańców.